# سيدني وود
سيدني وود (بالإنجليزية: Sidney Wood)‏ مواليد 1 نوفمبر 1911 في كونيتيكت، الولايات المتحدة - الوفاة 10 يناير 2009 في فلوريدا، الولايات المتحدة، كان لاعب كرة مضرب أمريكي بدأ مسيرته كمحترف سنة 1927 وكان يلعب باليد اليمنى، اعتزل اللعب في 1956. كما أنه أحد أبطال الجراند سلام. أعلى تصنيف له في الفردي كان المركز الـ 5 في سنة 1938.

## بطولات حققها
- بطولة ويمبلدون

## النهائيات

### الزوجي: الوصافة 1
| النتيجة | السنة | البطولة                     | الأرضية | الشريك    | المنافس                  | النتيجة       |  |
| ------- | ----- | --------------------------- | ------- | --------- | ------------------------ | ------------- |  |
| الوصافة | 1942  | بطولة أمريكا المفتوحة للتنس | عشبية   | تيد شرودر | جاردنار مولوي بيل تالبرت | 7–9, 5–7, 1–6 |  |

### الزوجي المختلط: الوصافة 1
| النتيجة | السنة | البطولة                  | الأرضية | الشريك     | المنافس               | النتيجة  |  |
| ------- | ----- | ------------------------ | ------- | ---------- | --------------------- | -------- |  |
| الوصافة | 1932  | دورة رولان غاروس الدولية | ترابية  | هيلين ويلز | بيتي ناتهول فريد بيري | 4–6, 2–6 |  |

## روابط خارجية
- سيدني وود على موقع رابطة محترفي التنس (الإنجليزية)
- سيدني وود على موقع الاتحاد الدولي لكرة المضرب (الإنجليزية)
- سيدني وود على موقع كأس ديفيز (الإنجليزية)
- سيدني وود على موقع قاعة مشاهير كرة المضرب الدولية (الإنجليزية)
- سيدني وود على موقع بطولة ويمبلدون (الإنجليزية)
- سيدني وود على موقع خلاصة التنس.كوم (الإنجليزية)